# Zruč nad Sázavou
Zruč nad Sázavou é uma cidade localizada na região da Boêmia Central, distrito de Kutná Hora.